# Chaba Zahouania
Chaba Zahouania (arabisch الشابة الزهوانية, DMG aš-Šābba az-Zahwāniyya, bürgerlich Halima Mazzi (arabisch حليمة مازي, DMG Ḥalīma Māzzī); * 15. Mai 1959 in Oran, Algerien) ist eine algerische Sängerin. Sie gilt als bedeutende Raï-Interpretin.

## Leben und Karriere
Chaba Zahouania ist eine Algerische Rai Sängerin. Ihre Gesangskarriere begann sie in einer meddaha, einer ausschließlich aus Frauen bestehenden Gruppe, die bei Hochzeiten, Taufen und religiösen Versammlungen auftritt. 1981 schloss sie ihren ersten Plattenvertrag ab, 1986 hatte sie ihren ersten Raï-Erfolg mit Khali Khali (mein Onkel, mein Onkel) im Duett mit Cheb Hamid. Nach der Ermordung ihres Freundes Cheb Hasni in Oran am 29. September 1994 verließ sie für einige Zeit Algerien und zog nach Frankreich.
Zahouania gilt als eine Ikone der algerischen Jugend. Ihr Ruf drang bis nach Frankreich und Nordamerika. Im Jahr 1999 kehrte sie nach Algerien zurück und sang Duette mit Raï-Stars wie etwa Cheb Abdou. Im Jahr 2005 wurde ihr vom algerischen Präsidenten Abdelaziz Bouteflika ein Aufenthalt in Mekka im Rahmen seiner ersten Pilgerfahrt angeboten, was sie 2006 musikalisch verarbeitete. Zahouania war Unterstützerin des Ausschusses zu Abdelaziz Bouteflika im Jahr 2009.

## Diskografie
- 1995: Formule Raï
- 1997: Rythm n Raï
- 2000: Samahni ya zine
- 2001: Zahouania
- 2002: El baraka (mit Cheb Hasni)
- 2003: H Bibi Darha Biya
- Warini Werak Tergoud
- Dana Dana Dayni
- Ouled Bouya
- Hta Ngoul Ana Menah